# Stig Strand
Stig Strand (ur. 25 sierpnia 1956 w Tärnaby) – szwedzki narciarz alpejski. Jego najlepszym występem na igrzyskach było 9. miejsce w slalomie na igrzyskach w Sarajewie, na mistrzostwach świata nie startował nigdy. Najlepsze wyniki w Pucharze Świata osiągnął w sezonie 1982/1983 kiedy to zdobył małą kryształową kulę w slalomie, a w klasyfikacji generalnej zajął 11. miejsce.

## Sukcesy

### Puchar Świata

#### Miejsca w klasyfikacji generalnej
- 1975/1976 – 56.
- 1976/1977 – 46.
- 1978/1979 – 68.
- 1979/1980 – 59.
- 1980/1981 – 31.
- 1981/1982 – 34.
- 1982/1983 – 11.
- 1983/1984 – 39.

#### Zwycięstwa w zawodach
1. Madonna di Campiglio – 21 grudnia 1982 (slalom)
2. Furano – 20 marca 1983 (slalom)